# Universidade de Pécs
A Universidade de Pécs é uma instituição de ensino superior da Hungria, localizada na cidade Pécs. Foi fundada em 1367, pelo rei Luís I da Hungria, sendo uma das universidades mais antigas do mundo e a mais antiga de seu país.